# Домінго Мартінес де Ірала
Домінго Мартінес де Ірала (ісп. Domingo Martínez de Irala; 1509, Бергара, Гіпускоа, Країна Басків — 1556, Асунсьйон, Перу) — іспансько-баскський мореплавець, конкістадор та дослідник нових земель, губернатор Нової Андалусії і пізніше Ла-Плати.
Він вперше вирушив до Америки в 1525 році під керівництвом Педро де Мендоси та брав участь в заснуванні Буенос-Айреса. Пізніше він досліджував басейни річок Парана і Парагвай разом з Хуаном де Айоласом, а потім командував експедицією після смерті Айоласа.
За наказом Карла V колонії було надано право обрати губернатора, і в 1538 році Ірала був обраний на цю посаду. 1539 року він переселив мешканців Буенос-Айресу до Асунсьйону, залишивши місто в 1541 році.
Через відмову виконувати накази Карла V, його усунуто від керівництва провінцією, проте він і далі керував нею до 1556 року. Під час його правління заснували нові міста, а також церкви та інші споруди, а після його смерті в 1556 році його наступником на посаді губернатора став Гонсало де Мендоса.